# زكية داود
زكية داود (بالفرنسية: Zakya Daoud) كاتبة فرنسية مغربية، من مواليد فرنسا سنة 1937، اسمها الحقيقي هو جاكلين دفيد، زكية داوود هو اسمها الأدبي غيرته بطلب من مدير الصحيفة التي كانت تعمل بها. حصلت على جائزة المغرب للكتاب سنة 2005 عن كتابها مغاربة من الضفة الأخرى.

## سيرتها
وُلدت زكية داود في فرنسا، بمدينة بيرني سنة 1937، وتابعت دراستها في مجال الصحافة. تزوجت من مغربي واستقرا معًا في الدار البيضاء. اسمها الحقيقي هو جاكلين دفيد، عملت زكية داود في المجال الصحفي، حيث كانت من فريق تحرير مجلة L'Avant-Garde، وهي مجلة تابعة للاتحاد المغربي للشغل، كما اشتغلت في الإذاعة وساهمت في مجلة Jeune Afrique. حصلت على الجنسية المغربية سنة 1959، واتخذت الاسم الأدبي "زكية داود". وعلى مدى نحو ثلاثين سنة، تابعت الحياة السياسية في المغرب بنظرة نقدية جريئة. سنة 1966، أسست مجلة لاماليف، وهي مجلة فكرية وتحليلية، بلغ عدد نسخها 12,000 نسخة، وكانت رئيسة تحريرها حتى توقفت عن الصدور سنة 1988. وقد وثّقت هذه التجربة في كتابها سنوات لاماليف الذي صدر سنة 2007. ونال جائزة الأطلس الكبير سنة 2009
بخصوص اسمها الأدبي تقول زكية داود:
إنّ «هذا الاسم، في الواقع، هو الترجمة الحرفية لاسمي الحقيقي، جاكلين دفيد. كنت قد وصلت إلى المغرب عام 1958، وبعد عام واحد، حصلت على الجنسية المغربية. وبالتدريج، تحولت جاكلين إلى زكية. والحقيقة، أنني اخترت هذا الاسم المستعار، بناء على طلب مدير مجلة "جون أفريك"، حين كنت أعمل مراسلة لها في الفترة ما بين 1963 و1966. وكان أمهلني خمس دقائق فقط كي اختار الاسم».

## من مؤلفاتها
وقد صدر لزكية داوود العديد من المؤلفات منها، على الخصوص:
- زينب ملكة مراكش (رواية) (2004). نشرت باللغة الفرنسية وصدرت الترجمة العربية في 2010
- عبد الكريم الخطابي: ملحمة من ذهب ودم (1999).
- مغاربة من الضفة الأخرى. جائزة المغرب للكتاب سنة 2005[4]
- سنوات لام ألف 1958- 1988، ثلاثين عاما من الصحافة، 2007، جائزة الأطلس الكبير لعام 2009

## جوائز
- جائزة المغرب للكتاب لسنة 2005 في صنف العلوم الإنسانية، عن كتابها «مغاربة من الضفة الأخرى»، وذلك مناصفة مع الكاتب عبد الإله بلمليح.
- جائزة الأطلس الكبير 2009، عن مؤلفها «سنوات لام ألف» الذي يعرض قصة تجربتها الإعلامية.